# Anthanahalli, Channarayapatna
Anthanahalli là một làng thuộc tehsil Channarayapatna, huyện Hassan, bang Karnataka, Ấn Độ.